# Hugolin
Hugolin – imię męskie powstałe na gruncie włoskim od imienia Hugo, -onis (wł. Ugo). Zawiera ono germański element hugu (huge), 'rozum, zmysł, talent'.
Żeńskim odpowiednikiem jest Hugolina (Hugona).
Hugolin imieniny obchodzi 21 marca, jako wspomnienie bł. Hugolina Zeffirini.
Znane osoby noszące imię Hugolin:
- bł. Hugolin Magalotti (ok. 1320-1373) – tercjarz franciszkański
- bł. Hugolin Zeffirini (ok. 1329-1370) – włoski eremita
- Hugolin Langkammer (ur. 1930) – polski franciszkanin, biblista